# Волосистая байдарка
Волосистая байдарка (лат. Acanthochitona fascicularis) — морской панцирный моллюск из семейства Acanthochitonidae.

## Строение
Тело моллюска удлинённое, овальное, плоское, с большой плоской широкой ногой. Длина тела 60 мм. Ширина тела составляет половину его длины. Голова, глаза и щупальца отсутствуют. Окраска может быть белого, серого, желтоватого и коричневого цвета. Поверхность каждой из 8 пластинок раковины покрыта плотными пучками длинных щетинок длиной до 1,5 мм.

## Питание
Питается водорослями и, вероятно, мшанками.

## Ареал и местообитания
Вид распространён Северной Атлантике от Ирландии и Великобритании до Португалии, Азорских островов, Мадейры и Селваженша, а также в Средиземном, Чёрном и Красном морях.
Обитает, как правило, в зоне сублиторали на глубине до 50 метров на твёрдых поверхностях, например, на или под скалами, валунами или в расщелинах.